# Shathel Taqa
Pour les articles homonymes, voir Taqa.
 (juillet 2014).
Shathel Jassim Taqa (en Arabe : شاذل طاقة) est un poète, diplomate et homme politique irakien, né le 28 avril 1929 à Mossoul et mort le 20 octobre 1974. 
Il est l’un des pionniers de l’École de la poésie arabe moderne, qui a émergé en Irak entre 1940 et 1950.

## Jeunesse
Shathel Taqa est né à Mossoul, dans la province de Ninawa. Au début des années 1940, encore lycéen, il compose ses premiers poèmes, publiés dans la presse locale de Mossoul. En 1947, il poursuit ses études supérieures à Bagdad où il se distingue de ses pairs en littérature arabe. En 1950, il est diplômé de l’École normale supérieure de Bagdad. 
Dès ses débuts d’enseignant dans le secondaire il se fait remarquer pour ses prises de positions politiques affirmées dans les colonnes de la presse locale. Il en sera vite inquiété par les autorités locales.

## Carrière politique
En 1958, il est nommé conseiller du ministère de la culture et, en 1962, quitte ses fonctions politiques pour rejoindre l’académie à Beyrouth, afin de passer un diplôme supérieur de l’Université américaine de Beyrouth (AUB). N’ayant pas encore parachevé cette année universitaire, il est rappelé à Bagdad pour prendre le poste de directeur général de l’agence de presse Irakienne. Ses prises de positions libérales et pan-arabes sont le motif d’incarcérations répétées.
Il est nommé en 1968 sous-secrétaire au ministère de l’information. Un an plus tard, il est nommé ambassadeur d’Irak en Union soviétique, poste qu’il occupera jusqu’en 1971. En 1972, il est nommé sous-secrétaire au ministère des affaires étrangères.
En 1974, alors que l’Irak est sous la présidence d’Ahmad Hassan al-Bakr, Taqa est nommé ministre des affaires étrangères. Il meurt le 20 octobre 1974 au Maroc lors d’un sommet réunissant les ministres des Affaires étrangères des pays arabes.

## Œuvres littéraires
À 21 ans, Taqa fait paraître son premier recueil de poèmes Le dernier soir (المساء الأخير). En 1956, il publie un ouvrage collectif avec trois éminents poètes irakiens, Poèmes interdits de publication (قصائد غير صالحة للنشر). Son deuxième recueil de poèmes est édité en 1963 : Puis mourut la nuit (ثم مات الليل). L’antechrist borgne et les étrangers (الأعور الدجال والغرباء), son troisième et dernier recueil de poésie, parait en 1969.
Ces œuvres sont traduites en plusieurs langues et font l’objet de nombreuses études universitaires.

### Autres œuvres
- Histoire de la littérature abbasside (تاريخ الأدب العباسي) 1953), étude qui sera intégrée au programme national du secondaire en Irak.
- Monde des médias et des batailles (في الإعلام والمعركة), essai publié par le ministère de l’information irakien en 1969.

## Sa poésie
La production littéraire de Taqa est relativement limitée. Sa poésie ne tolère pas le superflu mais est forte de diversité. Son langage est spontané.
Ses poèmes offrent une image réaliste du quotidien qui permet au lecteur de comprendre le contexte historique qui les inspire. À propos de la poésie arabe moderne, Taqa dit dans l’introduction de son premier recueil de poèmes Le dernier soir en 1950 : « La poésie moderne s’impose volontairement des limites et trouve ses origines dans la poésie andalouse... ».
Concernant le rôle du poète au sein de la société, il dit : « De nos jours la poésie a conservé son autorité. Le poète a été, et il le fut pendant des siècles, un prophète parmi les hommes afin de les guider en corrigeant leurs goûts altérés. Mais le poète n’a pas vocation à être le porte-parole de réformes sociales pour rendre service à son pays. Si c’était le cas nous n’aurions plus de poètes et notre droit de juger leurs œuvres en tant qu’art serait suspendu ».